# Фауна Індії

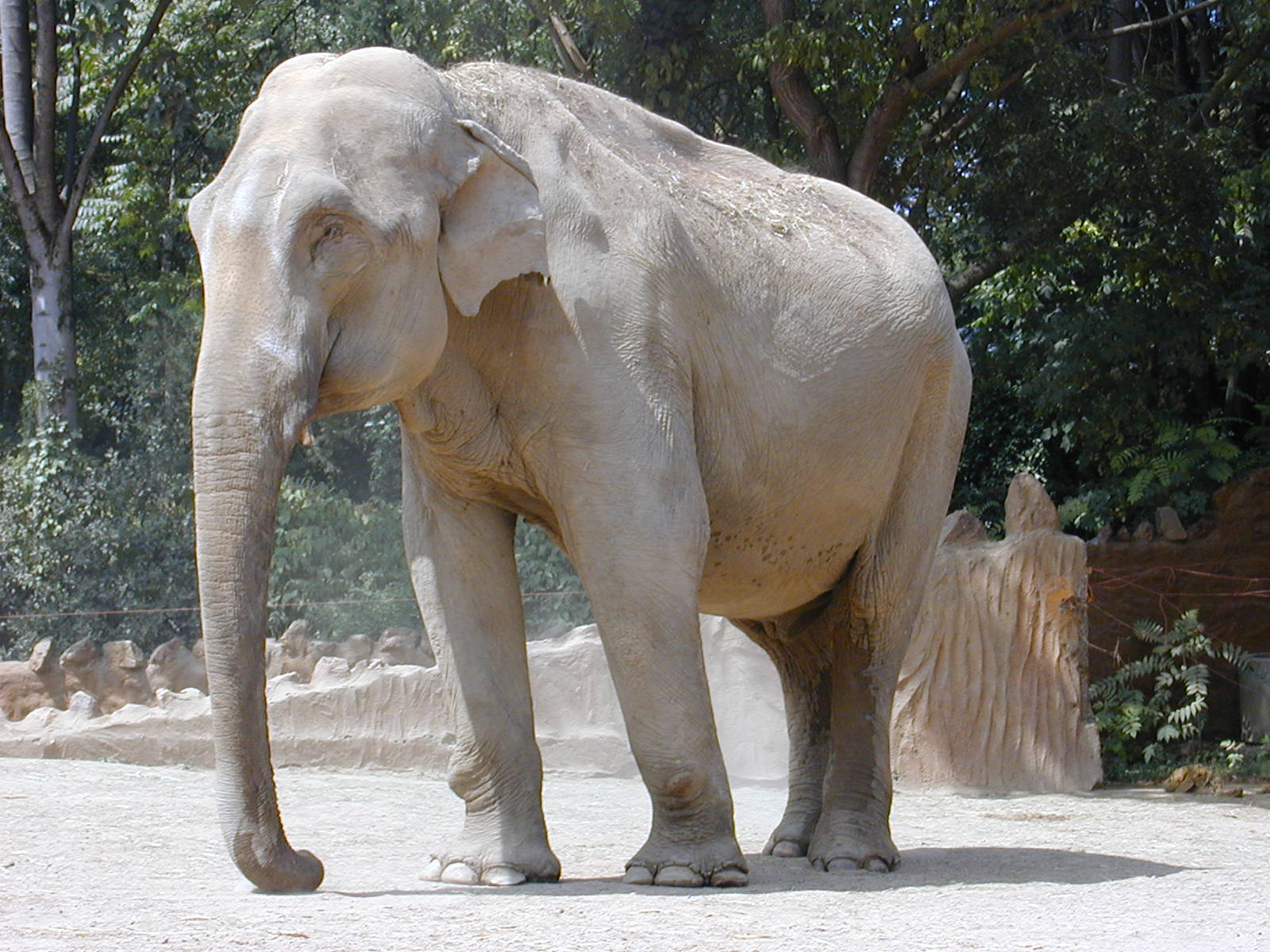
Індійський слон — один з символів Індії

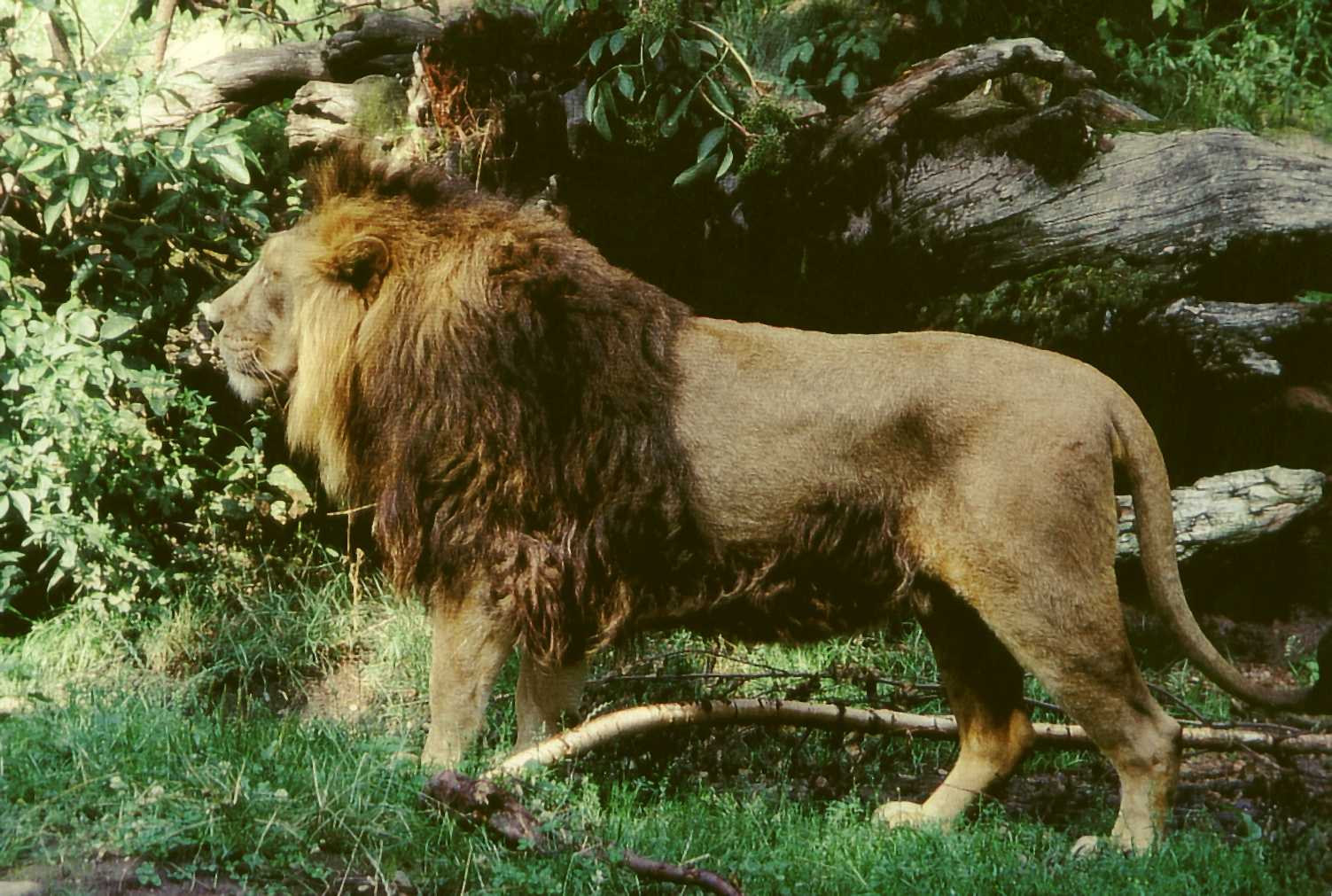
Азійський лев — сьогодні мешкає тільки в Індії

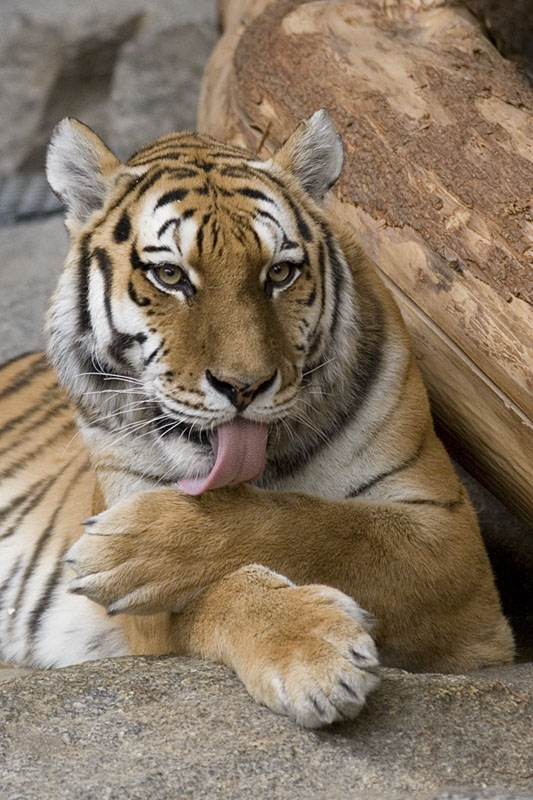
Тигр

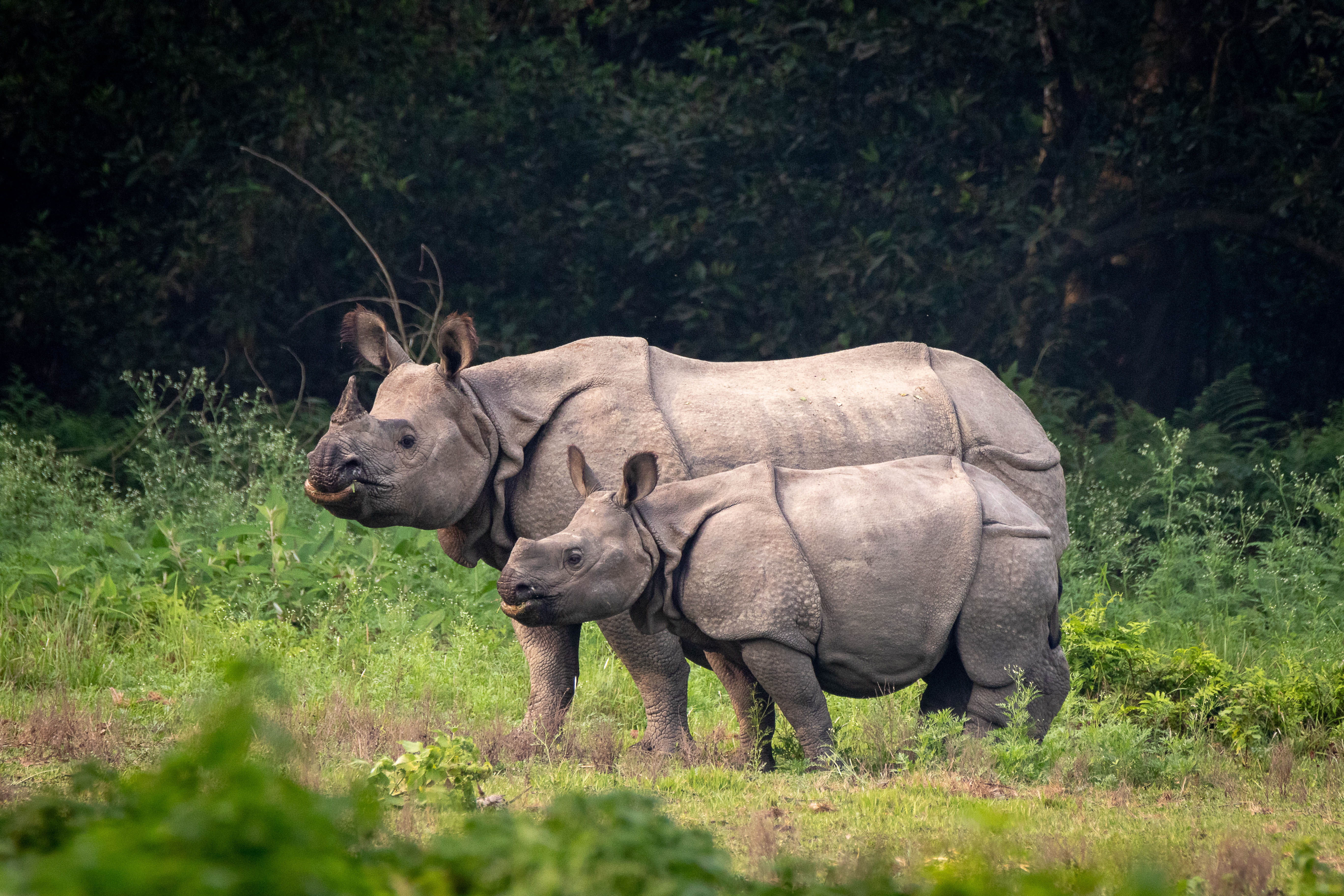
Індійський носоріг

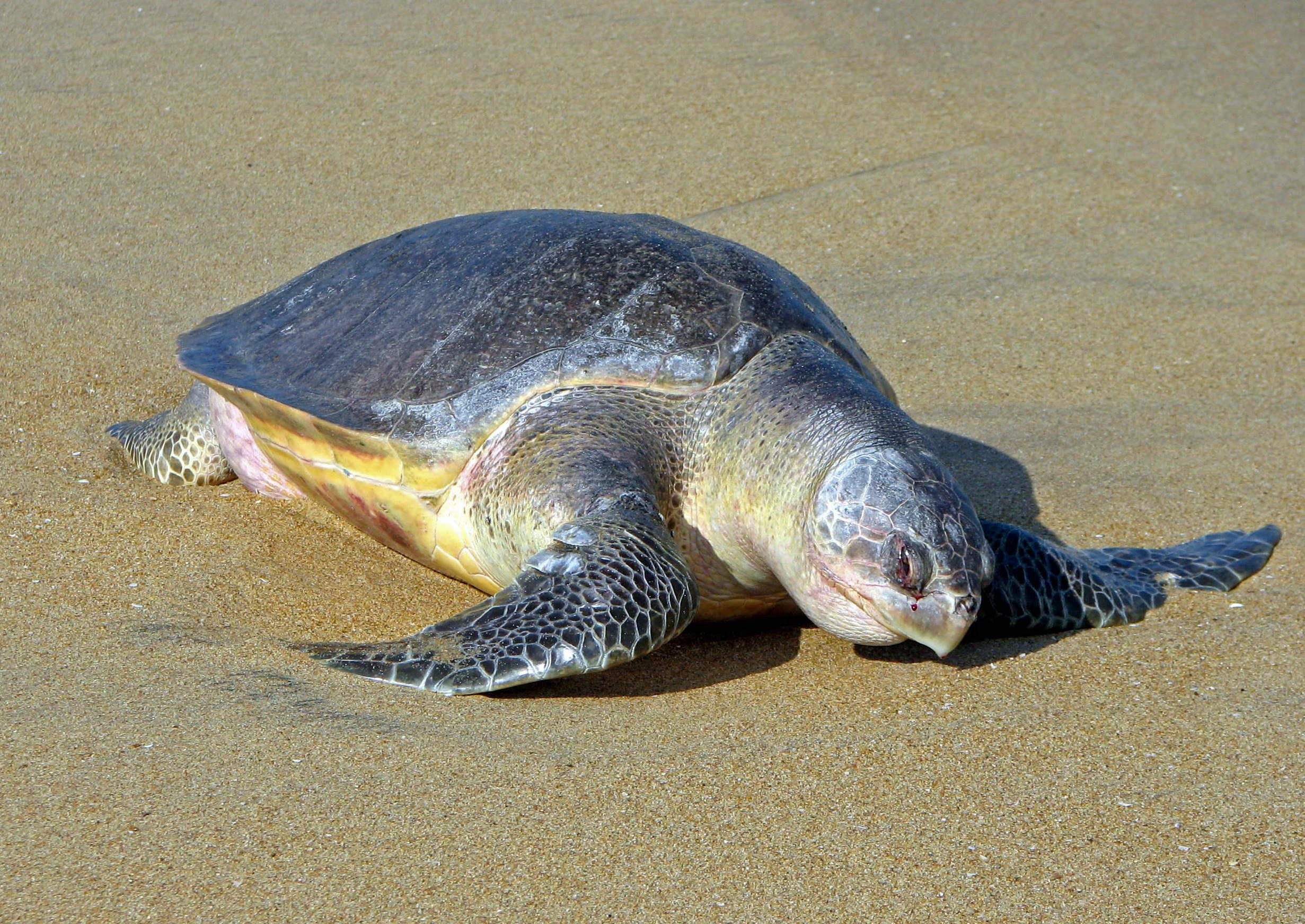
Оливкова морська черепаха

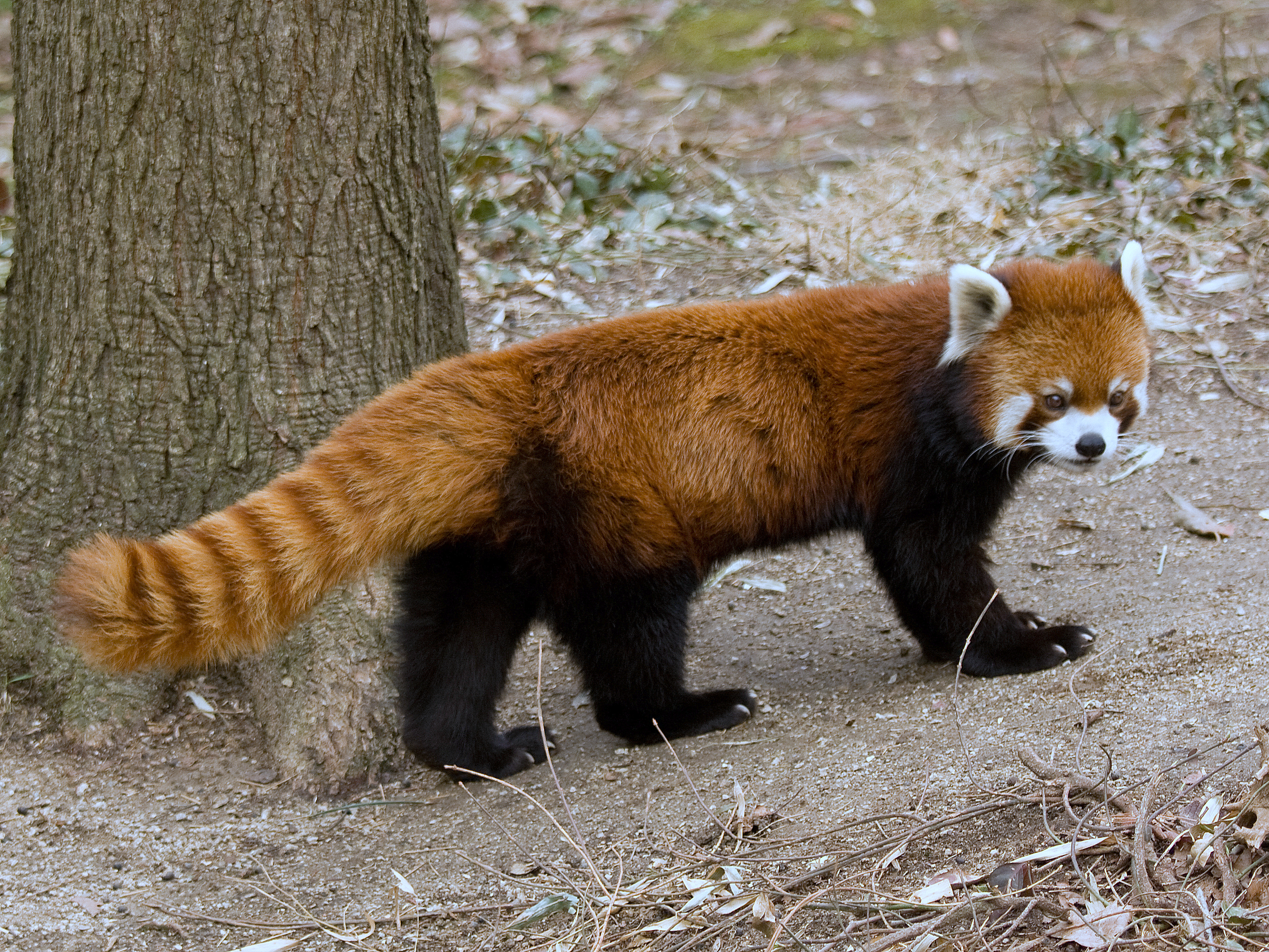
Мала панда

Індія вважається одним з найбільш біологічно різноманітних регіонів світу. На території Індії розташовані пустелі, гори, тропічні та помірні ліси, болота, поля, луки й річки, а також архіпелаги. В Індії виділяють 4 райони найбільшого біорізноманіття: Західні Гати, Гімалаї, Індо-Бірма і Сундаленд (Включає групу островів Нікобар). Ці точки біорізноманіття мають численні ендемічні види.

## Природні умови
Індія, здебільшого, розташована в межах екозони Індомалая, а верхня частина в Гімалаях, яка є частиною екосистеми Палеарктики; контури від 2000 до 2500 м вважаються висотним кордоном між індо-малайськими й палеарктичними зонами. В Індії налічується 7,6 % всіх ссавців, 12,6 % всіх птахів, 6,2 % всіх рептилій, 4,4 % всіх амфібій, 11,7 % всієї риби та 6,0 % всіх видів квіткових рослин.
На регіон сильно впливають літні мусони, які викликають значні сезонні зміни в рослинності та середовищі існування. Індія складає більшу частину індомалайської біогеографічної зони, і багато квіткових та фауністичних форм показують малайську подібність, і лише кілька таксонів є унікальними для індійського регіону. Унікальні форми включають родину змій Uropeltidae, знайдену тільки в Західних Гатах і Шрі-Ланці. Викопні таксони з Крейдового періоду показують зв'язок з мережею Сейшельських островів і Мадагаскару. Фауна Крейдового періоду містить рептилій, амфібій і риб. Також є збережені види, що демонструють філогенетичний зв'язок, наприклад, пурпурова жаба. Поділ Індії й Мадагаскару відбувся, приблизно 88 мільйонів років тому. Індія стала транспортом, який переніс деякі африканські види в Євразію, такі як 5 родин жаб, три родини безногих земноводних, одну справжню ящірку.
Менше як 5 % індійської території формально вважаються особливо охоронюваними районами.
Індія є домівкою для кількох відомих великих ссавців, включаючи азійського слона, бенгальського тигра, азійського лева, леопарда та індійського носорога. Деякі з цих тварин вкорінені в культуру і часто пов'язані з божествами. Ці великі ссавці важливі для екотуризму в Індії. Популярність цих харизматичних тварин дуже допомогла в зусиллях по їх збереженню в Індії. Задля збереження тигра в Індії був створений проект «Тигр», що почався в 1972 році, був одним з основних зусиль щодо збереження тигра і його місць проживання. Проект «Слон», хоча і менш відомий, почався в 1992. Мета проекту — це захист слонів в регіоні. Більшість носорогів Індії сьогодні живуть в Національному парку Казіранга. Деякі інші відомі великі індійські ссавці: копитні, такі як водяний буйвіл, нільгау, бик гаур і кілька видів оленів і антилоп. Деякі члени родини псових, такі як азійський вовк, бенгальська лисиця, шакал звичайний і куон гірський або дикі собаки, які також широко поширені. Він також є домом для смугастої гієни. Багато дрібних тварин, таких як макаки, колобусові мавпи і види мангустів, особливо добре відомі через їх здатність жити близько до людей, чи в міських районах.

## Видове різноманіття
В Індії недостатньо проведено досліджень по вивченню безхребетних і нижчих формах, при цьому значна робота була виконана тільки в декількох групах комах, зокрема метеликів, бабках, перетинчастокрилих, більших твердокрилих і справжніх клопів. З моменту публікації «Фауни Британської Індії», було зроблено кілька узгоджених спроб документувати біорізноманіття.
В індійських водах налічується близько 2,546 видів риб (близько 11 % світових видів). Близько 197 видів амфібій (4,4 % від загального числа в світі) і понад 408 видів рептилій (6 % від загальної кількості в світі) живуть в Індії. Серед цих груп найвищі рівні ендемізму зустрічаються в амфібій.
В Індії налічується близько 1250 видів птахів, з деякими варіаціями, залежно від таксономічного трактування, на які припадає близько 12 % світових видів.
В Індії відомо близько 410 видів ссавців, що становить близько 8,86 % світових видів.
В Індії найбільше видів кішок, ніж в будь-якій іншій країні.

## Біорізноманіття

### Західні Гати
Західні Гати — це ланцюг пагорбів, які проходять уздовж західного краю півострова Індія. Через їх близькість до океану та орографічний ефект, вони отримують високий рівень опадів. Ці регіони мають вологі листяні і тропічні ліси. Регіон демонструє високу видову різноманітність, а також високий рівень ендемізму. Майже 77 % земноводних і 62 % знайдених тут видів рептилій більше ніде не знайдені. Регіон показує біогеографічну близькість до малайського регіону.

### Східні Гімалаї
Східні Гімалаї — це регіон, який охоплює Бутан, північно-східну Індію і південний, центральний і східний Непал. Цей регіон є геологічно молодим і характеризується високими висотними відхиленнями. Він має близько 163 видів, що перебувають під загрозою вимирання, включаючи однорогих носорогів (Rhinoceros unicornis), дикого азійського водяного буйвола (Bubalus bubalis (Arnee)), 45 ссавців, 50 птахів, 17 плазунів, 12 амфібій, 3 безхребетних і 36 видів рослин. У регіоні також проживає гімалайський тритон (Tylototriton verrucosus), єдиний вид саламандри, знайдений в межах Індії.

## Вимерлі та викопні форми
У ранній третинний період індійський плато, те, що сьогодні являє собою півострівну Індію, був великим островом. До того, як стати островом, він був пов'язаний з африканським регіоном. Протягом третинного періоду цей острів був відокремлений від азійського материка дрібним морем. Гімалайський регіон і велика частина Тибету лежали під цим морем. Рух індійського субконтиненту в азійське плато створив великі гімалайські хребти і підняв морське дно в те, що сьогодні є рівнинами північній Індії.

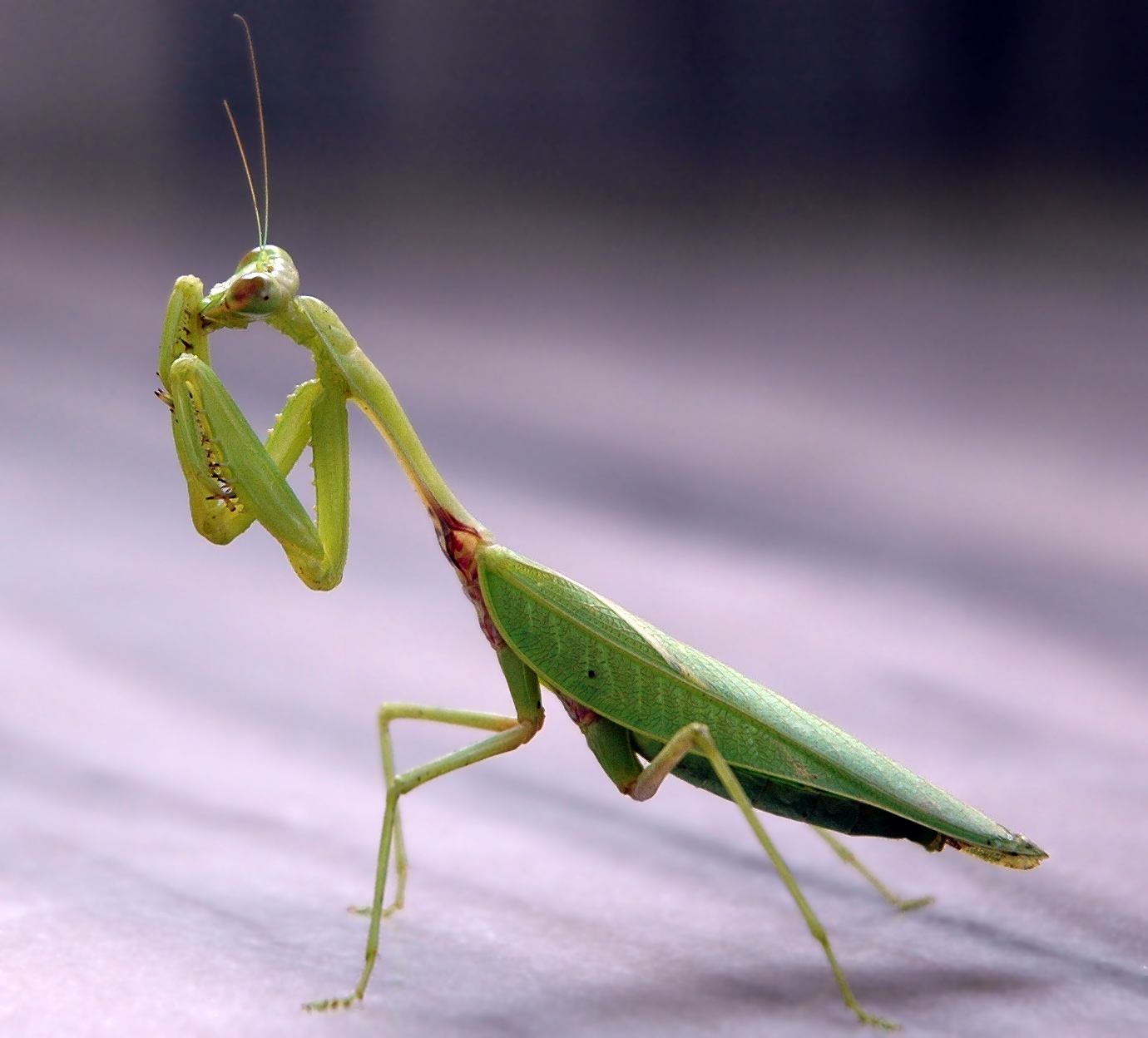
Один з видів індійських богомолів

Колись пов'язані з азійським материком види, перемістилися в Індію. Гімалаї були створені внаслідок декількох зміщень плато. Шивалік був сформований останній і найбільшу кількість викопних решток третинного періоду було знайдено в цих діапазонах.
Викопні рештки Шиваліка містять мастодонтів, гіпопотамів, носорогів, сиватерій, антилоп чотирирогих, жираф, коней, верблюдів, зубрів, оленів, антилоп, горил, свиней, шимпанзе, орангутанів, бабуїнів, колобусові мавпи, макак, гепардів, шаблезубих кішок, левів, тигрів, ведмедів, турів, леопардів, вовків, куонів гірських, їжатців, кроликів і безліч інших ссавців.
Titanosaurus indicus був, можливо, першим динозавром, виявленим в Індії Річардом Лідеккером в 1877 році в долині Нармада. Ця область була однією з найбільш важливих областей палеонтології в Індії. Інший динозавр, відомий з Індії, — ''Раджазавр'',, важкий і міцний хижий динозавр-абелізаврід (теропод), який мешкав в районі близько сучасної річки Нармада. Він був 9 м в довжину і 3 м у висоту, з подвійною вершиною корони на черепі.
Відомі також деякі викопні рештки змій епохи кайнозою.
Деякі вчені стверджували, що потоки лави в Деккані та випущені гази несуть відповідальність за глобальне зникнення динозаврів, однак вони були оскаржені.

Himalayacetus subathuensis — найдавніша відома китова скам'янілість родини Protocetidae (еоцену), близько 53,5 мільйонів років, була виявлена на пагорбах Симла в передгір'ях Гімалаїв. Ця область була під водою (океан Тетіс) протягом третинного періоду (коли Індія була островом Азії).
 Можливо, цей кит міг жити частково на суші. Інші викопні рештки китів з Індії включають Remingtonocetus приблизно 43-46 мільйонів років.
У інтертрапних пластах було зареєстровано кілька дрібних скам'янілостей ссавців, проте великі ссавці в основному невідомі. Єдині великі скам'янілості приматів були з сусіднього регіону М'янми.

### Недавні вимирання
Експлуатація землі та лісових ресурсів людьми поряд з полюванням і пастками для виробництва продуктів харчування привела до зникнення багатьох видів в Індії за останні кілька тисячоліть.
Ймовірно, перші види, які зникли за часів цивілізації долини Інду, були видами дикої великої рогатої худоби. Bos primegenius nomadicus або дикого зебу, який зник зі свого ареалу в долині Інду і західній Індії, можливо, через розмноження з домашньою великою рогатою худобою і через втрату середовища проживання.
Відомі ссавці, які стали або імовірно вимерли всередині самої країни, включають індійського/азійського гепарда, носорога яванського і суматранського носорога. Хоча деякі з цих великих видів ссавців підтверджені вимерлими, було багато дрібних видів тварин і рослин, статус яких складніше визначити. З моменту їх опису багато видів не бачили. Hubbardia heptaneuron, вид трави, яка виросла в зоні водоспаду Герсоппа до побудови водосховища Лінганамаккі, вважалася вимерлою, але була заново відкрита близько Колхапур.
Деякі види птахів вимерли за останні кілька століть, в тому числі рожева качка (Rhodonessa caryophyllacea) і гімалайська перепілка (Ophrysia superciliosa). Один з видів очеретянки Acrocephalus orinus, відомий раніше з одного примірника, зібраного Алланом Октавіаном Юмом з Рампура в Гімачал-Прадеш, був знову відкритий після 139 років в Таїланді.

## Оцінка видів
Нижче вказані кількості виявлених в Індії видів за різними групами безхребетних і хребетних тварин за даними Альфреда[кого?] 1998 року.
| Таксономічна група                             | Кількість видів у світі | Фауна Індії | Відсоток в Індії |
| Protista                                       | Protista                | Protista    | Protista         |
| ---------------------------------------------- | ----------------------- | ----------- | ---------------- |
| Protozoa                                       | 31250                   | 2577        | 8.24             |
| Всього (Protista)                              | 31250                   | 2577        | 8.24             |
| Animalia                                       |                         |             |                  |
| Mesozoa                                        | 71                      | 10          | 14.08            |
| Porifera                                       | 4562                    | 486         | 10.65            |
| Cnidaria                                       | 9916                    | 842         | 8.49             |
| Ctenophora                                     | 100                     | 12          | 12               |
| Platyhelminthes                                | 17500                   | 1622        | 9.27             |
| Nemertinea                                     | 600                     |             |                  |
| Rotifera                                       | 2500                    | 330         | 13.2             |
| Gastrotricha                                   | 3000                    | 100         | 3.33             |
| Kinorhyncha                                    | 100                     | 10          | 10               |
| Nematoda                                       | 30000                   | 2850        | 9.5              |
| Nematomorpha                                   | 250                     |             |                  |
| Acanthocephala                                 | 800                     | 229         | 28.62            |
| Sipuncula                                      | 145                     | 35          | 24.14            |
| Mollusca                                       | 66535                   | 5070        | 7.62             |
| Echiura                                        | 127                     | 43          | 33.86            |
| Annelida                                       | 12700                   | 840         | 6.61             |
| Onychophora                                    | 100                     | 1           | 1                |
| Arthropoda                                     | 987949                  | 68389       | 6.9              |
| Crustacea                                      | 35534                   | 2934        | 8.26             |
| Insecta                                        | 853000                  | 53400       | 6.83             |
| Arachnida                                      | 73440                   |             | 7.9              |
| Pycnogonida                                    | 600                     |             | 2.67             |
| Pauropoda                                      | 360                     |             |                  |
| Chilopoda                                      | 3000                    | 100         | 3.33             |
| Diplopoda                                      | 7500                    | 162         | 2.16             |
| Symphyla                                       | 120                     | 4           | 3.33             |
| Merostomata                                    | 4                       | 2           | 50               |
| Phoronida                                      | 11                      | 3           | 27.27            |
| Bryozoa (Ectoprocta)                           | 4000                    | 200         | 5                |
| Entoprocta                                     | 60                      | 10          | 16.66            |
| Brachiopoda                                    | 300                     | 3           | 1                |
| Pogonophora                                    | 80                      |             |                  |
| Priapulida                                     | 8                       |             |                  |
| Pentastomida                                   | 70                      |             |                  |
| Chaetognatha                                   | 111                     | 30          | 27.02            |
| Tardigrada                                     | 514                     | 30          | 5.83             |
| Echinodermata                                  | 6223                    | 765         | 12.29            |
| Hemichordata                                   | 120                     | 12          | 10               |
| Chordata                                       | 48451                   | 4952        | 10.22            |
| Protochordata (Cephalochordata та Urochordata) | 2106                    | 119         | 5.65             |
| Pisces                                         | 21723                   | 2546        | 11.72            |
| Amphibia                                       | 7533                    | 350         | 4.63             |
| Reptilia                                       | 5817                    | 456         | 7.84             |
| Aves                                           | 9026                    | 1232        | 13.66            |
| Mammalia                                       | 4629                    | 390         | 8.42             |
| Всього (Animalia)                              | 1196903                 | 868741      | 7.25             |
| Разом Protosticta та Animalia                  | 1228153                 | 871318      | 7.09             |

## Охорона і популяризація
На листопад 2008 року в Індії є 92 національних парки, 355 природних заповідників (англ. Wildlife sanctuaries), а також природоохоронні території інших видів. Серед найбільш відомих національних парків, що дають можливість познайомитися з фауною Індії в природі — Корбетт, Бандхавгарх, Мудумалай, Саса-Гір, Казіранга, Канха, Кеоладео, Сундарбанс, Еравікулам.